# Jiří Pavel

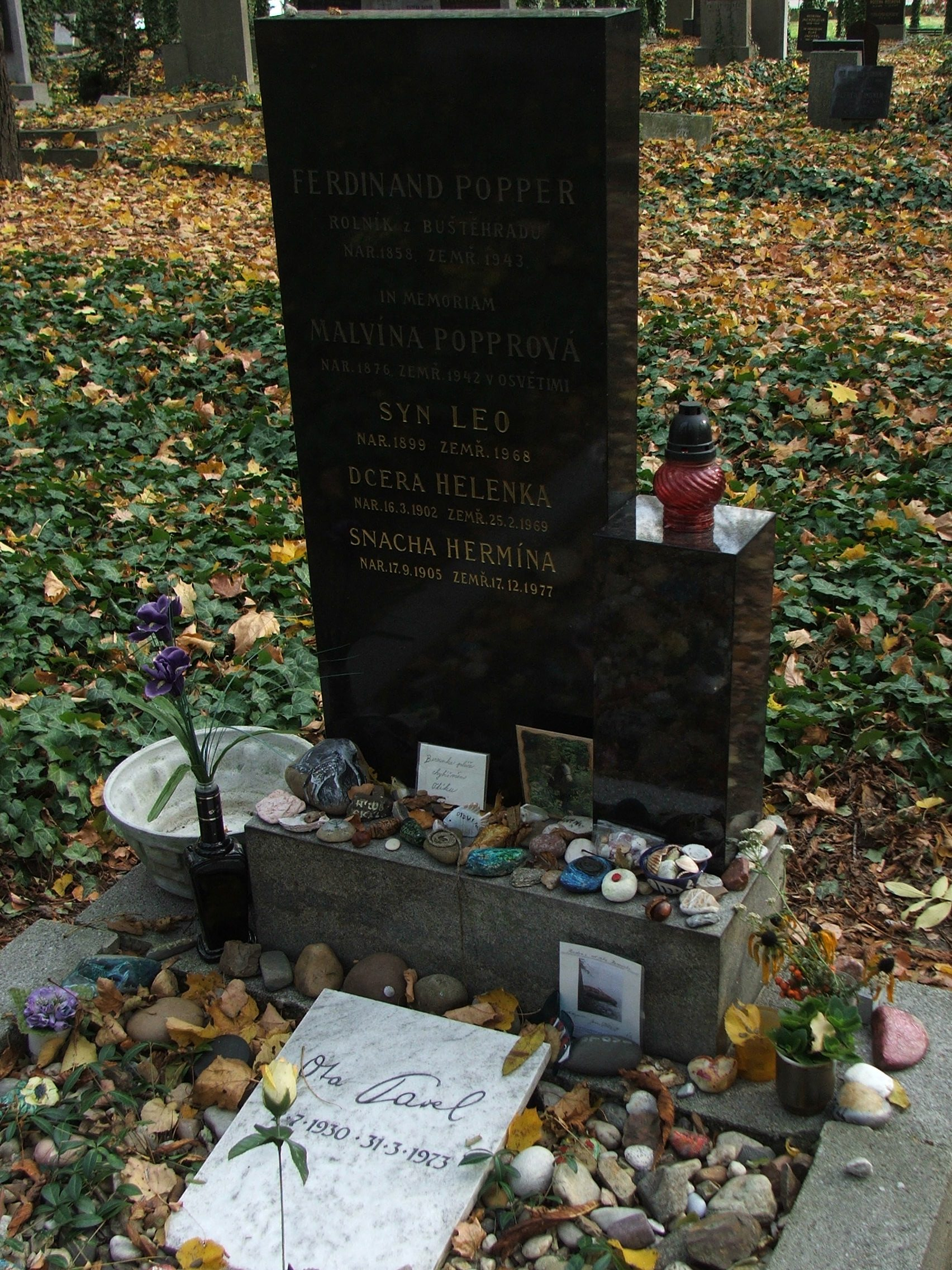
Hrob na Novém židovském hřbitově na Olšanech

Jiří Pavel (16. srpna 1956 – duben 2018, Praha–Holešovice) byl básník a prozaik, syn českého prozaika, novináře a sportovního reportéra Oty Pavla.

## Život
Jiří Pavel se narodil 16. srpna 1956. Po absolvování střední hotelové školy v Mariánských lázních (1978) pracoval několik let v oboru (kuchař, číšník, dělník, barman), ale v 80. letech 20. století se stal hlavním produkčním Divadla hudby (v té době patřilo Divadlo hudby pod vydavatelství Supraphon). Posléze se osamostatnil a věnoval se nejrůznějším činnostem (například obchodování se starožitnostmi, kde mu pomáhal jeho strýc Jiří Pavel (1926–2011) – bratr jeho otce Oty Pavla). Také pracoval v Aukční galerii. V průběhu svého života byl několikrát hospitalizován v psychiatrické léčebně.
Rodiče Jiřího Pavla zemřeli poměrně záhy (jeho otec Ota Pavel v roce 1973, když bylo Jiřímu pouhých 17 let). Matka Jiřího Pavla opustila svět v roce 1993 (když bylo Jiřímu 37 let). Po jejich smrti mu byli oporou jeho strýc Jiří Pavel (ten zemřel v roce 2011) a taktéž jeho druhý strýc Hugo Pavel (zesnul v roce 2014).
Ke konci života se Jiřího Pavla ujala Židovská obec v Praze, poskytovala mu nejprve sociální péči v obecním bytě a později v židovském domově pro seniory – pensionu Charlese Jordana v Holešovicích, kde také Jiří Pavel v polovině dubna roku 2018 po dlouhé nemoci zemřel. Je pohřben na Novém židovském hřbitově na Olšanech vedle svého otce.
O životě Jiřího Pavla, jeho otce Oty Pavla (a dalších členů rodiny Pavlovy) napsala česká spisovatelka a novinářka PhDr. Zuzana Peterová (* 25. října 1950 v Praze) knihu Jak jsme se zbláznili: můj táta Ota Pavel a já (viz níže), která obsahuje dobové fotografie z rodinného archivu včetně doslovu Jiřího Pavla (1926–2011) (bratr Oty Pavla). Spoluautorem vzpomínkové knihy je Jiří Pavel, který vzpomíná na svého otce a na základě vlastní zkušenosti líčí neradostný život člověka s diagnózou maniodepresivní psychózy.

## Publikační činnost (výběr, chronologicky)
- Pavel, Jiří. Údolí dutých hlav. 1. vydání, Praha: Agentura V.P.K., 1995. 126 stran, ISBN 80-85622-71-8. Povídková kniha s autobiografickými črtami.[1] Dva tematické okruhy: příroda, místa kolem řek a rybníků (rybářské náměty); prostředí pražských hospod, barů a pochybných podniků (pražské podsvětí – galérka – 80. a 90. let 20. století a umělecká bohéma).[1]

- Pavel, Jiří. Blázinec i v mé hlavě. Vydání 1., Praha: Slávka Kopecká, 2005. 111 stran; ISBN 80-86631-32-X. Autobiografické vzpomínky Jiřího Pavla na dětství, dospívání a neradostnou existenci s duševní chorobou (maniodepresivní psychóza).[1]

- Pavel, Jiří. Jak jsem prošustroval majlant. Vydání 1., Praha: Slávka Kopecká, 2009. 106 stran, ISBN 978-80-86631-79-0. Soubor povídek Jiřího Pavla jejichž tématem je osamělý život po odchodu manželky, psychické potíže nemocného a stárnoucího muže, jenž se snaží o prodej autorských práv k dílům svého otce – Oty Pavla.[1]

- Pavel, Jiří. Moje celebrity, aneb, Krátká setkání mírně skandální. Vydání první. V Praze: Aula, 2014. 193 stran. ISBN 978-80-86751-26-9. Celkem 34 medailonků známých (Josef Kemr, Boleslav Polívka, Arnošt Lustig, Květa Fialová, Petr Haničinec) či méně známých (Milan Friedl, Jiří Šrámek) osobností především z řad českých umělců.[1]

- Pavel, Jiří. Rybářské zálety. Vydání 1. Praha: Beletris, 2015. 98 stran, 11 nečíslovaných stran obrazových příloh. Petrklíč; svazek 2. ISBN 978-80-7520-031-0. Sbírka (převážně) povídek, črt a portrétů s rybářskou tematikou (kniha obsahuje rodinné fotografie).[1]

- Pavel, Jiří a Piščák, Jiří. Houbárium, aneb, S košíkem do lesa: pozoruhodné příhody a poučné historky nezdolného houbaře. Vydání první. V Praze: Aula, 2015. 95 stran. ISBN 978-80-86751-30-6. Knížka vznikla zápisem a uměleckou nadsázkou inspirovanou vyprávěním branického milovníka hub, lesa a dobrodružství Jiřího Piščáka.

- Majrich, Jiří a Pavel, Jiří. Ryba na talíři: kniha povídek a receptů rodiny a přátel Oty Pavla. Vydání: 2. Praha: ArtPorte, 2018. 127 stran. Arabeska; svazek 1. ISBN 978-80-906904-6-2. Vzpomínková kniha na Jiřího Pavla (syna spisovatele Oty Pavla) doplněná texty jeho blízkého přítele Jiřího Majricha. Prózy obou autorů jsou prokládány recepty na rybí speciality.

- Pavel, Jiří. Dostaveníčko na štaflu.[1] Nakladatel: Praha: ArtPorte, datum vydání: 30. dubna 2020, 192 stran, ISBN 978-80-906904-4-8, EAN 9788090690448. Kniha 32 povídek Jiřího Pavla z prostředí „punkersky“ viděné Prahy s jejími rázovitými figurkami a osudy.